# 约西亚斯 (瓦尔德克和皮尔蒙特)
约西亚斯·格奥尔格·威廉·阿道夫（Josias Georg Wilhelm Adolf，1896年5月13日—1967年11月30日），瓦尔德克和皮尔蒙特亲王世子，出生于阿罗尔森，是瓦尔德克和皮尔蒙特末代亲王弗里德里希与绍姆堡-利珀的巴蒂爾迪絲公主的长子、荷兰女王威廉明娜和萨克森-科堡-哥达公爵卡尔·爱德华的表弟。
1929年，他加入納粹黨并在次年成为党卫队军官。

## 家庭
1922年，約西亞斯與歐登堡大公腓特烈·奧古斯特二世的女兒歐登堡的艾爾特堡結婚，兩人共有1子4女：
1. 瑪格麗特公主（1923年—2003年）
2. 亞歷山德拉公主（1924年—2009年）
3. 英格麗德公主（1931年—）
4. 維特金德王子（1936年—2024年）
5. 古達公主（1939年—）